# 広島県道207号安芸津停車場線
広島県道207号安芸津停車場線（ひろしまけんどう207ごう あきつていしゃじょうせん）は、広島県東広島市を通る一般県道である。

## 概要
JR西日本呉線 安芸津駅前から広島県道32号安芸津下三永線交点を結ぶ。

### 路線データ
- 起点：東広島市安芸津町三津（JR西日本呉線 安芸津駅前）
- 終点：東広島市安芸津町三津（東広島市安芸津支所北交差点、広島県道32号安芸津下三永線交点）
- 総延長：391 m

## 路線状況

### 道路施設

#### 橋梁
- 新興橋（三津大川、東広島市）

## 地理

### 通過する自治体
- 東広島市

### 交差する道路
| 交差する道路               | 交差する場所 | 交差する場所                      |
| -------------------------- | ------------ | --------------------------------- |
| 広島県道32号安芸津下三永線 | 安芸津町三津 | 東広島市安芸津支所北交差点 / 終点 |

### 周辺
- JR西日本呉線 安芸津駅
- 広島県立安芸津病院
- 正福寺山公園
- 東広島市役所 安芸津支所